# Роґово (Маковський повіт)
Роґово (пол. Rogowo) — село в Польщі, у гміні Плоняви-Брамура Маковського повіту Мазовецького воєводства.
Населення — 100 осіб (2011).
У 1975-1998 роках село належало до Остроленцького воєводства.

## Демографія
Демографічна структура станом на 31 березня 2011 року:
|          | Загалом | Допрацездатний вік | Працездатний вік | Постпрацездатний вік |
| -------- | ------- | ------------------ | ---------------- | -------------------- |
| Чоловіки | 56      | 10                 | 44               | 2                    |
| Жінки    | 44      | 10                 | 25               | 9                    |
| Разом    | 100     | 20                 | 69               | 11                   |